# Erdpyramiden von Euseigne

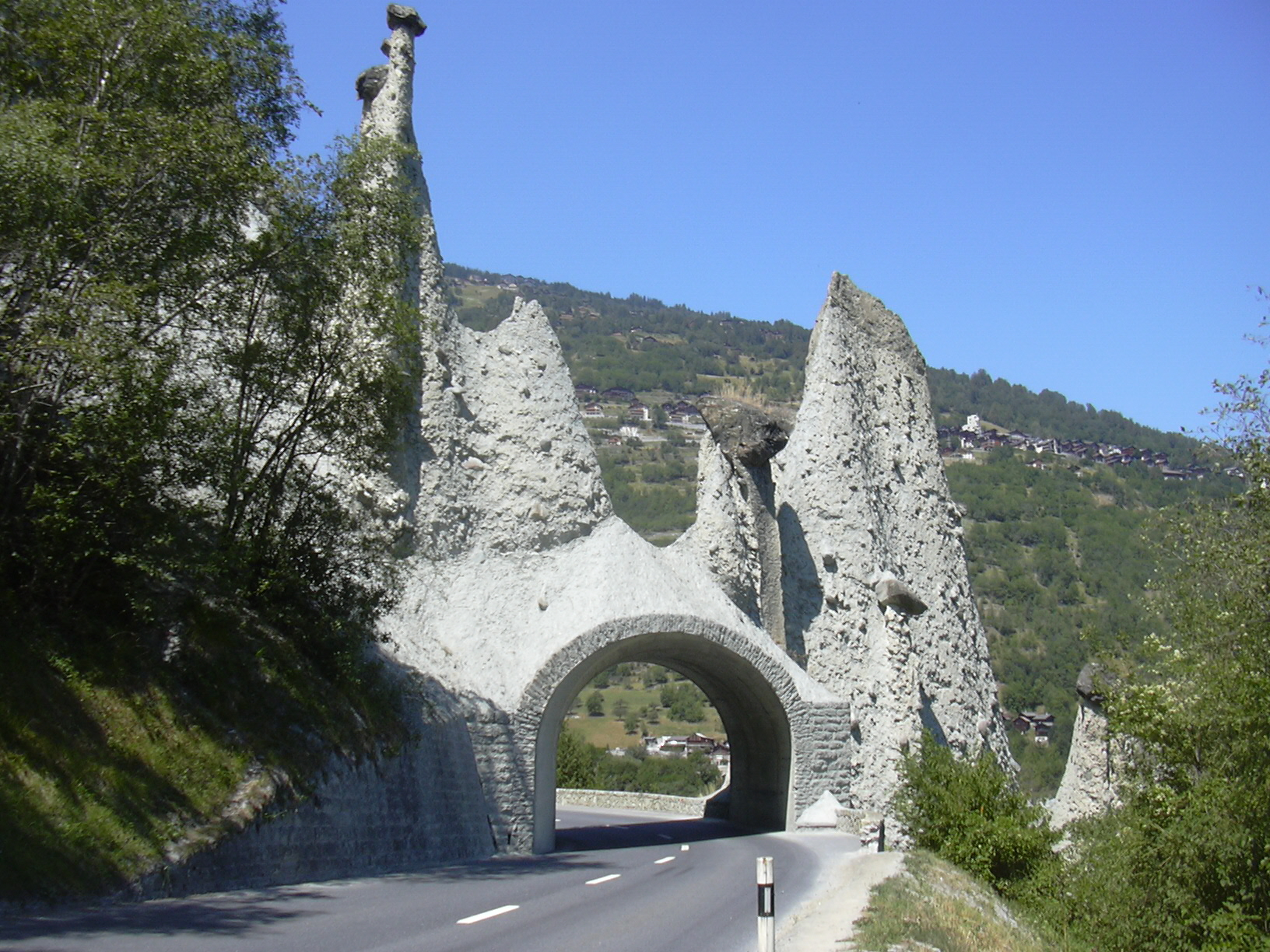
Euseigne: Tunneldurchbruch durch die Pyramiden, 1947

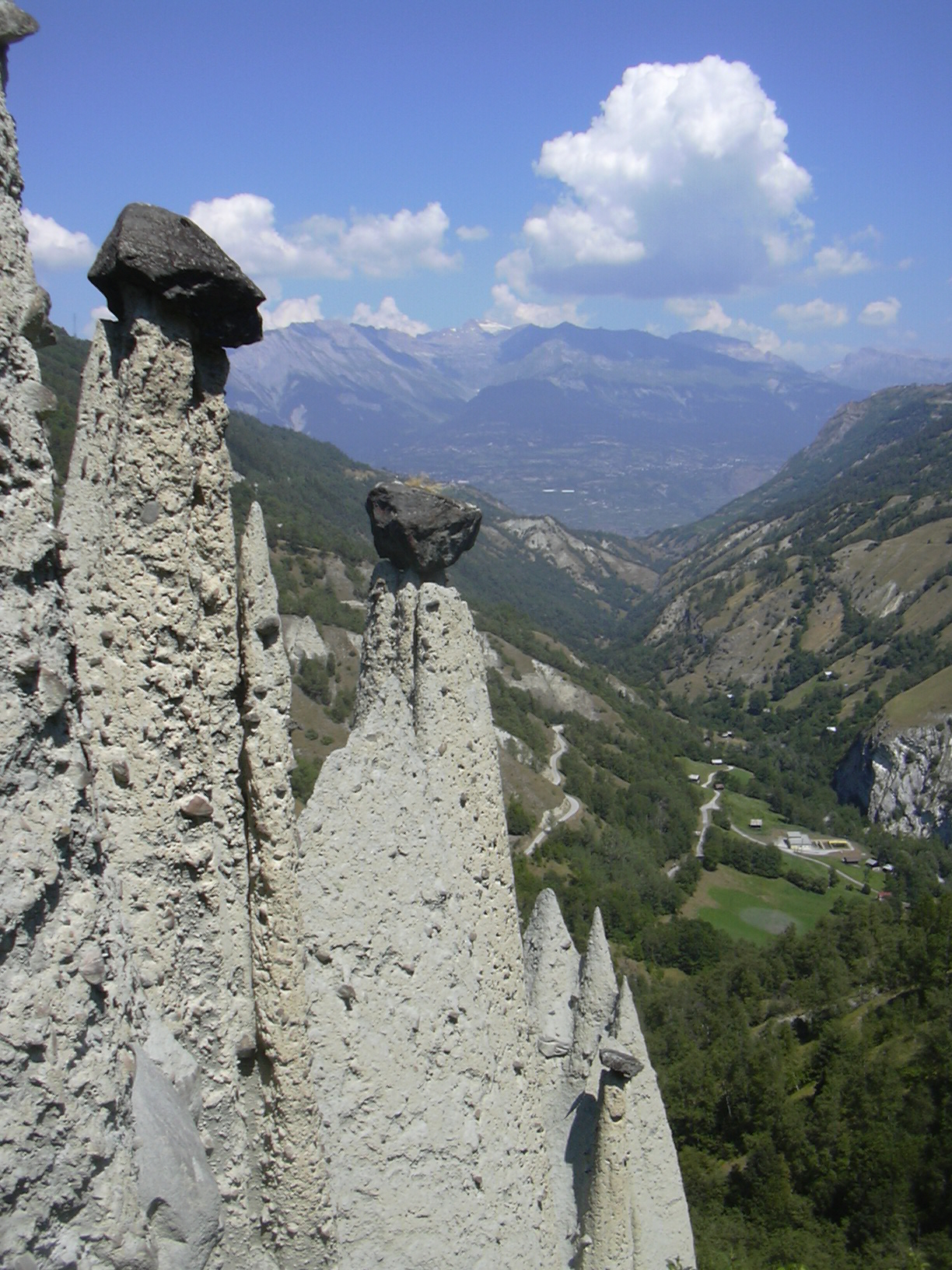
Die Pyramiden von Euseigne; Blick das Val d’Hérens abwärts ins Rhônetal und auf die Berner Alpen

Die Pyramiden von Euseigne sind eines der bekanntesten Naturdenkmäler des Eringertales und des Wallis. Die Erdpyramiden bilden eine der bedeutendsten erdwissenschaftlichen Sehenswürdigkeiten der Alpen und stehen unter dem Schutz der Eidgenossenschaft.

## Lage
Die Erdpyramiden liegen im Val d’Hérémence und werden von der Landstrasse, die aus diesem Tal herauf führt, mit einem kurzen Tunnelbogen durchschnitten. Die Strasse erstreckt sich weiter zum Dorf Euseigne im Val d’Hérens.

## Voraussetzung
In der Endphase der letzten Eiszeit (Würmeiszeit), vor rund 80.000 bis 10.000 Jahren, wich der Eringergletscher (Glacier d’Hérens) nach Süden zurück. Beim weiteren Abschmelzen blieben zwei Gletscherzungen im heutigen oberen Tal der Wildbäche Borgne und dem Tal der Dixence übrig.
Beim Rückzug des Eises liessen diese beiden Nebengletscher riesige von ihren Seitenmoränen mitgeschleppte Schuttmengen zurück. 
Im heutigen Mündungsgebiet der Dixence bei Euseigne wurde dieser Gletscherschutt verschiedener Herkunft zu einer mächtigen Mittelmoräne zusammengeschoben, die auch grosse Felsbrocken enthält. Die Moränen wurden an dieser Stelle mit ungeheurem Druck von über 1000 m mächtigen Eismassen zusammengedrückt und trockneten nach dem Abschmelzen des Eises aus. Dabei entstanden Hohlräume zwischen den Fels- und Steinbrocken, die sich nach und nach mit feinkörnigem Material (Lehm und Sand) füllten. Es bildete sich ein äusserst hartes und verkittetes Gemisch, das man als Betonmoräne bezeichnet.

## Entstehung
Seit dem Rückzug des Eises ist das abgelagerte Moränenmaterial der Witterung ausgesetzt, welche diesen recht wasserdichten, heterogenen, harten Beton langsam aber stetig zermürbt. Niederschläge und Schmelzwasser, welches oberflächlich über die Moräne rieselt, legen nach und nach die großen widerstandsfähigen Felsbrocken frei. Dank ihrer Größe und ihres beträchtlichen Gewichtes bilden diese Brocken „Schutzkappen“ (chapeau protecteur). Sie drücken das darunterliegende Material zusammen und schützen es vor dem Abtrag durch Wind und Wasser. Die ungeschützte Moräne ringsum zerbröckelt hingegen und wird nach und nach von Wind und Wasser davongeschwemmt, respektive weggeschliffen und geblasen. Dieser natürliche Erosionsprozess ist nach wie vor in Gang.
Die Pyramiden von Euseigne sind 10 bis 15 Meter hoch. Ihre steinernen, auf Säulen sitzenden Schutzkappen bestehen aus massiven Felsbrocken von mehreren Metern Durchmesser und bis zu 20 Tonnen Gewicht. Es handelt sich entweder um Gneis (Granitschiefer) oder um dunkelgrünen Fels (Serpentinite), die durch den eiszeitlichen Eisstrom von den Talenden des Eringertales oder des Val d’Hérémence herabgetragen wurden.

## Weiterer Prozess
Die Pyramiden von Euseigne sind durch langwierige, natürliche geologische Vorgänge entstanden und gehen unweigerlich einem natürlichen Zerfall entgegen. Sie werden früher oder später einstürzen und ihre steinernen Kappen verlieren und dann innerhalb mehrerer Jahrzehnte oder Jahrhunderte verschwinden. Das Zerbröckeln der „Betonmoräne“ wird durch Riesel- und Sickerwasser, sowie durch Temperaturverwitterung beschleunigt, welche die Spalten im Inneren dieser Gebilde aufweiten. Ihr Fundament wird dadurch brüchig. Die steinernen Häupter geraten ins Wanken und stürzen herunter. Die dann barhäuptigen Pyramiden sind der Witterung stärker ausgesetzt und vermögen ihr nicht dauerhaft standzuhalten. In Euseigne sind einige Spitzen der Pyramiden bereits „enthauptet“.